# Gmina Sanski Most
Gmina Sanski Most (boś. Općina Sanski Most) – gmina w Bośni i Hercegowinie, w kantonie uńsko-sańskim. W 2013 roku liczyła 41 475 mieszkańców.